# C14H10Cl4
化学式C14H10Cl4的化合物（摩尔质量：320.4 g/mol）可以指：
- 2,2-双(对氯苯基)-1,1-二氯乙烷，CAS号：72-54-8
- 米托坦，CAS号：53-19-0

|  | 这个同类索引页列出了具有相同分子式的化学物（即同分異構體）条目。 除非您是有意链接至本页，否则应将相应条目的内部链接指向正确的条目。 |